# Chalcopsitta
Chalcopsitta är ett fågelsläkte i familjen asiatiska och australiska papegojor inom ordningen papegojfåglar. Släktet omfattar fem arter som förekommer på Nya Guinea samt i Bismarckarkipelagen och Salomonöarna:
- Mörk lori (C. fuscata)
- Kardinallori (C. cardinalis)
- Brunlori (C. duivenbodei)
- Svartlori (C. atra)
- Gulstreckad lori (C. scintillata)